# Richard Dehmel
Richard Dehmel (ur. 18 listopada 1863 w Wendisch-Hermsdorf, zm. 8 lutego 1920 w Hamburg-Blankense) – niemiecki poeta, prozaik i autor dramatów.
Jego dorobek obejmuje poezję, dramaty i opowiadania. We wczesnej twórczości, bliskiej naturalizmowi, opisywał los proletariatu i nędzę ludzką (Der Arbeitsmann, Zu eng). Później tworzył pod wpływem symbolizmu, poruszał tematy erotyczne (Die Verwandlungen der Venus 1907), w jego poezji były obecne nastroje dekadenckie (Erlösungen 1891).